# Michel Vaucher
Michel Vaucher (27 de novembro de 1936 - 17 de novembro de 2008) foi um alpinista suíço.

## Biografdia
Inicia-se ao alpinismo pela Varapa, a pré-história do alpinismo, no Salève às portas de Genebra, e tira o curso de guia de alta montanha.
Diplomado como mecânico de aparelhos elétricos, tirou em seguida o diploma de engenheiro na Escola Politécnica Federal de Lausana, a EPFL e é professor tanto da Universidade de Genebra, como do Colégio Rousseau.
É em 1979 que escreveu "Les Alpes Valaisannes" o sexto título das Les 100 plus belles courses; Paris, Denoël, 1977.

## Ascensões
O seu palmarés é impressionante (segundo a lista tirada de fr:Michel_Vaucher#Courses)
- 1956 - Grand Capucin face E, primeira sem bivouac.
- 1956 - Cima Grande di Lavaredo face N.
- 1957 - Aiguille du Midi face S, primeira invernal.
- 1957 - Pointe de Frébouze, primeira da face NW.
- 1957 - Aiguille Noire de Peuterey, aresta S em solitário em 4h30.
- 1957 - Aiguille du Peigne, primeira da aresta SW.
- 1958 - Grand Capucin, Face Est em 10h e 6h com  Remé Desmaison.
- 1958 - Petit Clocher do Portalet, primeira da face E.
- 1958 - Piz Badile, Face NE.
- 1958 - Grandes Jorasses, Ponta Walker, via Cassin.
- 1958 - Dolomites, Torre Vemezia: Spigolo emdrich e via Tissi em solitário.
- 1958 - Cima della Busazza, via Gilberti-Gastiglione em solitário. Torre Trieste, via Carlesso com  Georges Livanos.
- 1959 - Les Drus, 3 vias : Pilier Bonatti depois Face W sans bivouac com  Herbert Raditschnig e enfim  Face N.
- 1959 - Pointe d'Ayère, primeira do grand dièdre com  Pierre Juliem, Yves Pollet-Villard e Hugo Weber.
- 1959 - Cima Grande di Lavaredo, face N, directissime Brandler.
- 1960 - Dhaulagiri 8172 m, Himalaya, primeira ascensão, le 23 mai 1960.
- 1960 - Cima Ovest di Lavaredo, direta italo-suíça com  La Farine (Jacques Batkin).
- 1961 - Pilier N des Fiz, primeira ascensão.
- 1961 - Cima Ovest di Lavaredo, direta francesa.
- 1961 - Roda di Vael, via Maestri.
- 1962 - Les Drus, face N.
- 1964 - Hoggar, expedição com  via nova na Daouda.
- 1964 - Petites Jorasses, face W.
- 1964 - Grandes Jorasses, Pointe Whymper, face N, primeira ascensão do 6-10 août em compagnie de Walter Bonatti[1].
- 1965 - Cervin, face N.
- 1965 - Monte Civetta, via Livanos na Su Alto.
- 1966 - Dent Blanche, face N, primeira da via directe.
- 1967 - Les Drus, Pilier Bonatti com  cliemt.
- 1967 - Monte Civetta, dièdre Philipp-Flamm.
- 1967 - Grépillons, face N, primeira na Pointe Cemtrale.
- 1969 - Grandes Jorasses, via Cassin com  cliemt.
- 1971 - Aiguille de Triolet, face N.
- 1971 - Aiguille Noire de Peuterey, face W com  cliemt.
- 1972 - Vulcão Nyiragongo, participation à l'expédition de Haroun Tazieff (Zaïre).
- 1973 - Pointe Gugliermina, via Gervasutti-Boccalate.
- 1973 - Monte Agner, Spigolo.
- 1973 - Mont Blanc, pilier do Fréney.
- 1973 - Wetterhorn, pilier S.
- 1974 - Pointe des Grépillons, primeira ascensão.
- 1974 - Mont Blanc, Grand Pilier d'Angle
- 1975 - Eiger, face N com  cliemt.
- 1975 - Aiguille du Fou, face S.
- 1979 - Hoggar, expédition, via nova na face N de 'l'Ilamane (Argélia).
- 1979 - Aiguille du Plan, face E, primeira com  Gaston Rébuffat.
- 1989 - Mont Ruwemzori 5.119 m (Zaire).
- 1992 - Hoggar, Garet el Djemoun (Argélia).
- 1992 - Parmelan, traversées de la Merveilleuse e des 3 Bétas (espeleologia).
- 2002 - Kilimanjaro 5.895 m (Tanzânia).
- 2002 - Pic Gockyo 5.500 m (Nepal).
- 2003 - Vulcão - Erta Ale, Dallol, deserto de Danakil (Etiópia).
- 2006 - Vulcão- Erta Ale, lac dave (Etiópia).
- 2008 - Vulcões  - Mauna Loa e Mauna Kea, expédition spéléologique (Havai).

## Cinema
Com um pé na educação e outro na montanha, ainda arranjou maneira para aparecer nos seguintes filmes:
- 1958 "Les Étoiles de midi", de Marcel Ichac com Lionel Terray
- 1959 "Pilier de la Solitude" de Pierre Tairraz e Hélène Dassonville no Pilier Bonatti des Drus
- 1960 "Erfolg am Dhaulagiri" de Norman Dyhrenfurth (expedição de Max Eiselin)
- 1965 "Le Petit Clocher du Portalet" de Michel Darbellay
- 1972 "Le Nyiragongo", filmado durante uma expedição de Haroun Tazieff
- 2004 "Le Clocher du Portalet" de Pierre-Antoine Hiroz.

## Videos
- Walter Bonatti:Le Pilier de la Solitude